# Jean-François de Le Motte

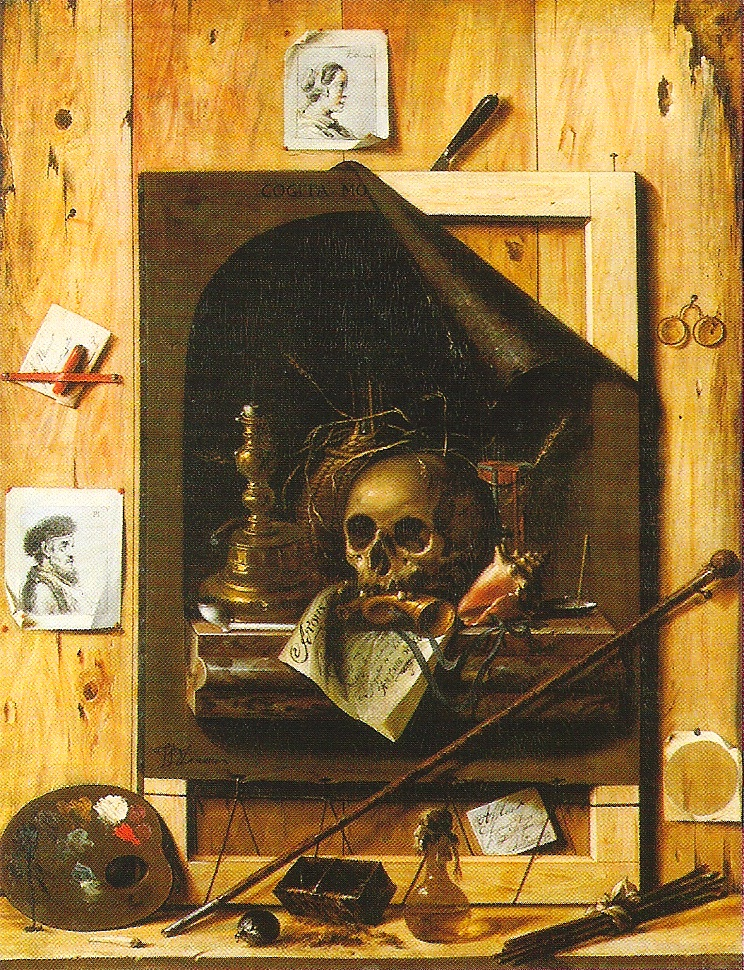
Vanidad y trompe-l'œil (1670), Museo de Bellas Artes de Dijon

Jean-François de Le Motte (Tournai, 1625- Tournai, 1685) fue un pintor flamenco. 

## Biografía
Ingresó en la guilda de San Lucas de Tournai en 1653. Fue junto a Cornelis Norbertus Gysbrechts uno de los mejores pintores de perspectivas ilusionistas, generalmente en composiciones centradas en tabiques en los que colocaba objetos como libros, cartas, yesos, grabados, pinceles y paletas, como en Vanidad y trompe-l'œil (1670, Museo de Bellas Artes de Dijon). Se conocen dos retratos suyos en la iglesia de San Piat de Tournai. Tiene obra en los museos de Dijon, Estrasburgo, Arras y Valenciennes, así como en el castillo de Grosbois-en-Montagne.